# Александру Мецел
Александру Мецел (рум. Alexandru Mățel, нар. 17 жовтня 1989, Констанца) — румунський футболіст, захисник клубу «Динамо» (Загреб).
Виступав, зокрема, за клуби «Фарул» та «Астра» (Плоєшті), а також національну збірну Румунії.
Володар Кубка Румунії. Дворазовий чемпіон Хорватії. Володар Кубка Хорватії. 

## Клубна кар'єра
У дорослому футболі дебютував 2005 року виступами за команду клубу «Фарул», в якій провів п'ять сезонів, взявши участь лише у 2 матчах чемпіонату. 
Згодом з 2007 по 2010 рік грав у складі команди клубу «Дельта» (Тульча) та потім знову у «Фарулі».
Своєю грою за останню команду привернув увагу представників тренерського штабу клубу «Астра» (Плоєшті), до складу якого приєднався 2010 року. Відіграв за команду з Плоєшті наступні п'ять сезонів своєї ігрової кар'єри.
До складу клубу «Динамо» (Загреб) приєднався 2015 року. Відтоді встиг відіграти за «динамівців» 34 матчі в національному чемпіонаті.

## Виступи за збірні
Протягом 2009–2010 років залучався до складу молодіжної збірної Румунії. На молодіжному рівні зіграв у 3 офіційних матчах.
У 2011 році дебютував в офіційних матчах у складі національної збірної Румунії. У травні 2016 року був включний до заявки національної команди для участі у фінальній частині чемпіонату Європи у Франції.

## Титули і досягнення
- Володар Кубка Румунії (1):

«Астра» (Джурджу): 2013–14
- Чемпіон Хорватії (2):

«Динамо» (Загреб): 2014–15, 2015–16
- Володар Кубка Хорватії (2):

«Динамо» (Загреб): 2014–15, 2015–16